# Roy Carr
Roy Carr (Inglaterra, 1945-1 de julio de 2018) fue un periodista y crítico musical británico. Se unió a New Musical Express en los años 60 y escribió para las revistas NME, VOX y Melody Maker. 
Es autor o coautor de:
- The Beatles: An Illustrated Record (1975) - con Tony Tyler
- The Rolling Stones: An Illustrated Record (1976)
- David Bowie: An Illustrated Record (1981) - con Charles Shaar Murray
- Elvis Presley: The Illustrated Record (1982) - con Mick Farren
- Beatles At The Movies (1996)